# Branwen Okpako
Branwen Okpako (* 25. únor 1969, Lagos, Nigérie) je německá režisérka, herečka, spisovatelka, scenáristka, střihačka a producentka nigerijského původu.

## Život
Branwen Okpako se narodila 25. února 1969 v Lagosu v Nigérii do rodiny knihovnice a profesora farmakologie. Se svým mladším bratrem vyrůstala v Ibadanu.
V 16 letech odešla do Walesu, kde se zúčastnila United World College of the Atlantic (1987). Vystudovala politiku a ekonomiku v Bristolu (1991). Po absolvování vysoké školy vystudovala s vyznamenáním univerzitu v Bristolu.
V roce 1991 se vdala za herce Johannese Brandrupa a přestěhovala se do Německa, kde v letech 1992-1999 studovala na Německé Filmové a televizní akademii (DFFB).
Od roku 1992 napsala a režírovala několik krátkých filmů. Její dokumentární film "Die Geschichte der Auma Obama" (2011) o životě Aumy Obama, nevlastní sestry amerického prezidenta Baracka Obamy, získal mnoho ocenění.
S manželem Johannesem Brandrupem mají dvě děti a žijí v Berlíně.

## Režie
- 1992: Probe
- 1993 Frida Film
- 1994 Vorspiel
- 1995: Landing
- 1995: "Market Forces"
- 1997: Searching For Taid
- 1998: LoveLoveLiebe
- 2000: Dreckfresser
- 2003: Tal der Ahnungslosen
- 2007: "The Pilot and the Passenger"
- 2011: Die Geschichte der Auma Obama

## Scénář
- 1995: Landing
- 1997: Searching For Taid
- 2000: Dreckfresser
- 2003: Tal der Ahnungslosen
- 2011: Die Geschichte der Auma Obama

## Produkce
- 1995: Landing
- 2000: Dreckfresser (Dirt for Dinner)
- 2007: The Pilot and The Passenger
- 2011: Die Geschichte der Auma Obama (The Education of Auma Obama)
- 2014: Fluch der Medea (Curse of Medea)

## Střih
- 2000: Dreckfresser

## Ocenění
- 2001: "Dreckfresser" - First Steps Award (Dokumentarfilm)
- 2001: "Dreckfresser" - Duisburger Filmwoche (Nachwuchspreis)
- 2001: "Dreckfresser" - Internationales Dokumentar und Animationsfilmfestival (IG Medien Preis)
- 2001: "Dreckfresser" - Dokfilmfestival Dubrovnik (1. Preis)
- 2001: "Dreckfresser" - Bayerischer Dokumentarfilmpreis
- 2011: "The Education of Auma Obama" - Africa International Filmfestival Lagos (Audience Choice Award)
- 2012: "The Education of Auma Obama" - Pan African Filmfestival Los Angeles (Festival Founders' Award Best Documentary)
- 2012: "The Education of Auma Obama" - African Movie Academy Award (Best Diaspora Documentary)